# Caudatoscelis collarti
Caudatoscelis collarti är en bönsyrseart som beskrevs av Roger Roy 1964. Caudatoscelis collarti ingår i släktet Caudatoscelis och familjen Amorphoscelidae. Inga underarter finns listade i Catalogue of Life.